# Mormo nigrescens
Mormo nigrescens là một loài bướm đêm trong họ Noctuidae.